# Madame Tussauds Wenen
Madame Tussauds Wenen (officieel Madame Tussauds Wien) is een wassenbeeldenmuseum in de Oostenrijkse stad Wenen. Het museum ligt in het noorden van Prater en werd geopend in 2011. Merlin Entertainments is de eigenaar van het museum, evenals alle andere locaties van Madame Tussauds wereldwijd.
In Madame Tussauds Wenen staan verspreid over meerdere ruimtes verscheidene wassen beelden van bekende personen opgesteld, zoals de president van de Verenigde Staten, James Bond en bekende Oostenrijkers als Wolfgang Amadeus Mozart, Ludwig van Beethoven, Sigmund Freud, Sisi en Falco.
Amsterdam ·
Bangkok ·
Beijing ·
Berlijn ·
Blackpool ·
Budapest .
Chongqing .
Dubai .
Eskişehir ·
Hollywood ·
Hong Kong ·
Las Vegas ·
Londen ·
New Delhi ·
Nashville ·
New York ·
Orlando ·
Praag ·
San Francisco ·
Shanghai ·
Singapore ·
Sydney ·
Tokyo ·
Washington DC ·
Wenen ·
Wuhan